# ディオンヌ家の五つ子姉妹

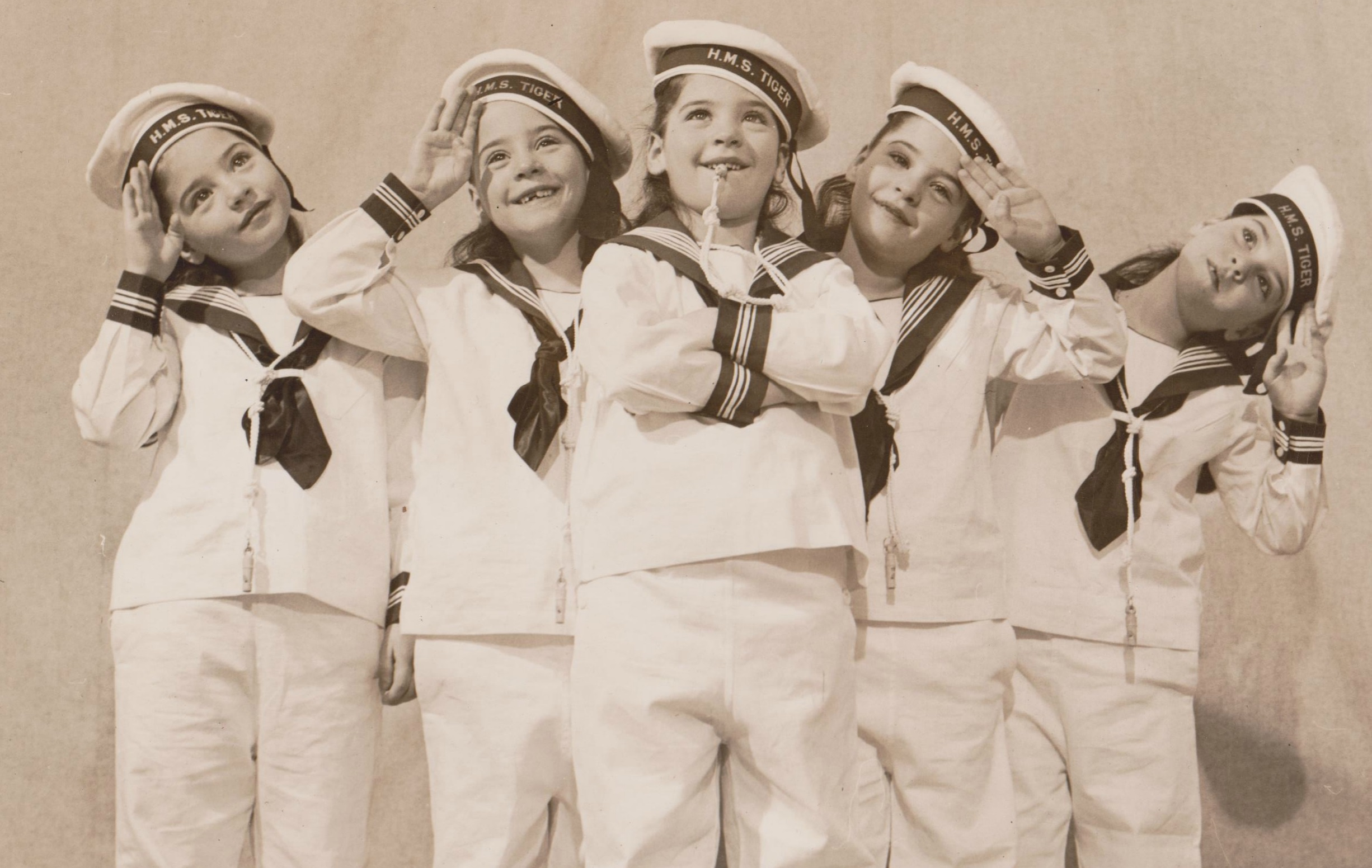
ディオンヌ家の五つ子姉妹（1940年前後）

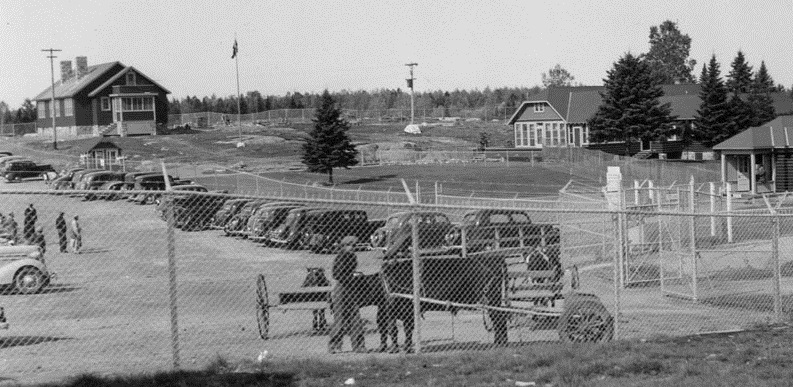
姉妹が幼少期に暮らした「クイントランド」

ディオンヌ家の五つ子姉妹（ディオンヌけのいつつごしまい、Dionne quintuplet sisters）は、全員が幼児期以降まで成長した世界最初の五つ子として知られる。カナダのオンタリオ州カランダー近郊において、1934年5月28日に出生した。「奇跡の赤ちゃん」として出生直後から注目を浴び、世界恐慌当時の不屈の精神と喜びの世界的なシンボルとなった。
予定日よりも2ヶ月早い早産だった。オンタリオ州政府は翌1935年に「ディオンヌ家の五つ子後見法」を成立させて両親の親権を剥奪してしまい、彼女たちは産科医のアラン・ロイ・ダフォーの保護下に置かれ、9歳まで両親と離れて暮らさなければならなかった。関係者はそのうち、彼女たちが暮らす保育所周辺をカナダの代表的な観光地「クイントランド」にすることで利益を得るようになった。
| 出生順 | 性別 | 出生時間 | 名前                                                       | 死亡日                              |
| ------ | ---- | -------- | ---------------------------------------------------------- | ----------------------------------- |
| A      | 女   | 4時15分  | イヴォンヌ・エドゥイルダ・マリー・ディオンヌ               | 2001年6月23日（67歳没） （がん）    |
| B      | 女   | 4時25分  | アネット・リリアンヌ・マリー・ディオンヌ （夫姓:アラーヌ） | （存命）                            |
| C      | 女   | 4時40分  | セシル・マリー・エミルダ・ディオンヌ （夫姓:ラングロワ）   | 2025年7月28日（91歳没）             |
| D      | 女   | 4時45分  | エミリー・マリー・ジャンヌ・ディオンヌ                     | 1954年8月6日（20歳没） （てんかん） |
| E      | 女   | 4時57分  | マリー・レーヌ・アルマ・ディオンヌ （夫姓:ウル）           | 1970年2月27日（35歳没） （血栓症）  |

## 生い立ち

### 出生

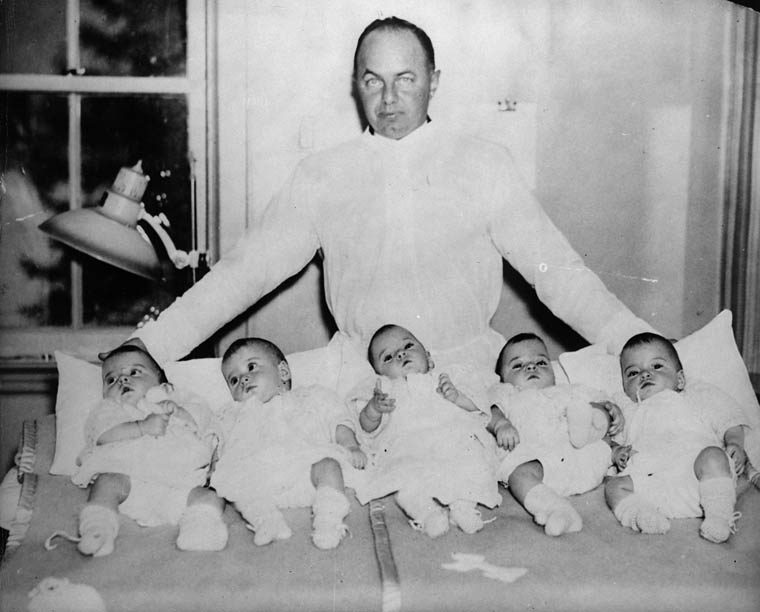
1934年。オンタリオ州首相ミッチェル・ヘプバーンとともに

1934年5月28日にカナダのオンタリオ州カランダー近郊において、フランス系カナダ人女性のエルジール・ディオンヌは予定日より2ヶ月早く5人の一卵性の女の子を出産した。赤ちゃんたちは片手でしっかり持てるほど小さかった。エルジールは最終的にこの五つ子の他に単独の9人の子供を出産している。アラン・ロイ・ダフォーは夜中にエルジールの夫オリヴァ・ディオンヌから呼び出され、2人の助産婦の助けを借りて五つ子の出産を担当した医師だった。ダフォーは赤ちゃんたちの様子を見てすぐに死んでしまうだろうと考えていた。母のエルジールも出産後に激しいショックを受けており、ダフォーは子供たちと同様に死ぬだろうと考えたが、彼女は2時間後に回復した。
五つ子はフランスの大工ザカリー・クルーティエの子孫にあたり、遠縁ではあるが、イギリス王妃カミラ、マドンナ、シャナイア・トゥエイン、セリーヌ・ディオンとも血のつながりがあることが判明している。
トロント大学は生物学・歯学、そのほか身体的検査の見地からディオンヌ家の五つ子の調査を主導しており、生物学的調査から五つ子は一卵性であることが立証されている。母親は妊娠3ヶ月ごろに痙攣と共に奇妙な物体を排出したと医師に話しており、元は六つの受精胚が存在していた可能性が広く信じられている。一卵性であるため、誕生した5人の新生児は同じ遺伝形質を有している。五つ子以上の多胎児は年間で数十組の出産例があるが、「一卵性の」周胎児（五つ子）はまれである。
赤ちゃんたちは加熱された毛布にくるまれ、隣人から借りた枝編みバスケットに入れて育てられた。彼女たちは台所へ連れて行かれ、部屋のドアを開いた状態にしておき、ストーブで部屋の中を暖かく保つようにした。一人ずつバスケットから取り出され、オリーブ・オイルでマッサージされた。最初の24時間は2時間おきに、コーンシロップを加えて甘くした水が与えられた。2日目に彼女たちは少し大きめの洗濯バスケットの中に入れられ、湯たんぽで保温した。常に監視され、何度も目覚めなければならなかった。そして、ミルクやお湯、スプーン2杯分のコーンシロップ、および覚せい作用のあるラム酒1滴または2滴が与えられた。

### ダフォーの保育所

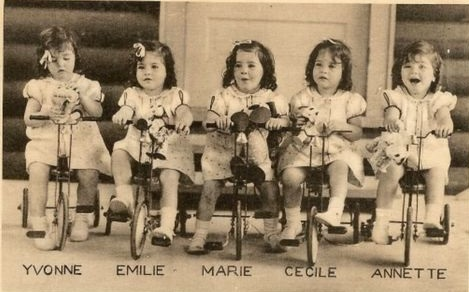
1937年に発行されたポストカード

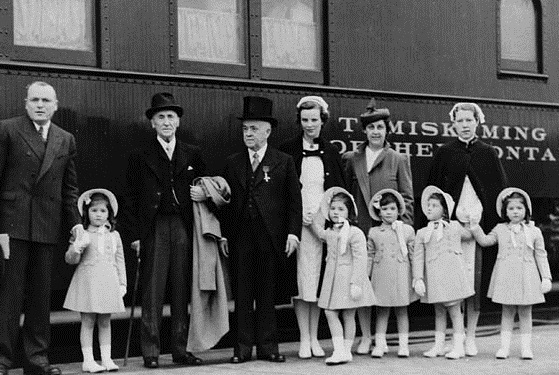
1939年のトロントへの旅行

五つ子誕生のニュースはたちまち駆け巡り、将来に経済的困難に陥ってしまうことを予期した父親のオリヴァは五つ子が出生したわずか3日後には代表者から説得を受けて子供たちをシカゴ万国博覧会に出展するための契約を締結し、世界中の人々の見世物にすることを容認した。当時は見本市や他の展示会で赤ちゃんが展示されることは珍しくなかった。オンタリオ州司法長官のアーサー・ローバックは7月27日にこの契約を失効させることで搾取を阻止するために、五つ子の両親の親権を剥奪する権限を取得した。自由党のミッチェル・ヘプバーンを首班とするオンタリオ州政府が注目度の高い彼女たちを18歳の誕生日まで保護下に置く名目で立法議会に提出した「ディオンヌ家の五つ子後見法」は翌1935年3月にその内容を変更せずに通過した。
彼女たちの生家から道路を挟み、五つ子姉妹とその新たな保護者が生活するためにダフォーを主任とする病院と保育所が建設された。彼女たちは1935年9月下旬に、農家からこの保育所に移住した。道路を挟んだ家に住む両親や兄弟とはたまに交流していた。毎朝姉妹は大きな浴室で一緒に服を着替え、それから自分の髪をカールさせた。祈りを捧げた後、ゴングが鳴ってから彼女たちは食事部屋で朝食を食べた。朝食開始から30分後にはテーブルの上を綺麗にしておかなければならなかった。サンルームで30分間楽器を演奏してから15分間の休憩を取り、9時にダフォーが朝の検査を行っていた。月ごとに、日中の活動の様々なタイムテーブルが設定された。毎日夕食の前にシャワーを浴びた後にパジャマを着用した。夕食は正確に6時に食べるようにした。その後に彼女たちは夕方の祈りを捧げるためにプレイルームに入室した。それぞれの女の子が自分が誰であるかを示す色とシンボルを手に持った。イヴォンヌの色はピンクでブルーバード、アネットの色は赤でカエデの葉、セシルの色は緑で自分でデザインしたシチメンチョウ、エミリーの色は白でチューリップ、マリーの色は青でテディベアだった。
見物者の姿を見えなくするために、姉妹の遊び場を覆うガラスの内側は細かい網目のスクリーンで覆われていたが、彼らの影を見ることは出来た。成人した後に出版された著書『We Were Five』の中で、4人の姉妹は「私たちはサーカスの中心に住んでいました」と述べている。
一日あたり約6,000人が姉妹の姿を見るために屋外の遊び場を囲む観察ギャラリーを訪問した。十分なスペースの駐車場が提供された。父親のオリヴァも保育所の向かいにお土産物品店や委託販売店を作り、このエリアは「クイントランド」と名付けられた。お土産品には姉妹が描かれたサインや額装写真、スプーン、カップ、皿、書籍、ポストカード、人形などがあった。一時期、ディオンヌ姉妹の人形の売り上げはシャーリー・テンプルのそれに匹敵した。また、クイントランドはナイアガラの滝を上回り、カナダ最大の観光地にまでなった。姉妹の姿を見るためにキャランダーを訪問した人物にはハリウッドスターのクラーク・ゲーブル、ジェームズ・スチュワート、ベティ・デイヴィス、ジェームズ・キャグニー、メイ・ウエストが含まれる。アメリア・イアハートも彼女の不幸のフライトのわずか6週間前にキャランダーを訪問している。
いくつかの推計によると、「クイントランド」は10年足らずの期間で、オンタリオ州に5億ドルの利益をもたらしたとされる。アラン・ロイ・ダフォーは典型的な田舎医者として理想化された。その一方で、反抗的なオリヴァ・ディオンヌは新聞紙上で無情な日和見主義者として、子供を育てることにしか欲が無かったエルジール・ディオンヌは無知な農民として扱われた。
ダフォーの保護下に置かれた10年間で、クイントランドの外に出ることを許されたのはイギリス国王ジョージ6世に会うための1939年のトロントへの旅行のみだった。

### 映画出演
ハリウッドは1930年代後半にこの名声を利用して五つ子姉妹が「ワイアット姉妹」として主演する以下の3本の長編映画を製作した。
- 『五つ児誕生（英語版）』（1936年）
- 『五つ児天国（英語版）』（1936年） - 上記映画の続編
- 『ファイブ・オブ・ア・カインド（英語版）』（1938年） - 上記映画の続編

姉妹は20分のドキュメンタリー映画『ファイブ・タイムズ・ファイブ』（1939年）にも出演した。この映画は第12回アカデミー賞のアカデミー短編二巻賞にノミネートされている。また、1942年にジェームズ・A・フィッツパトリックが監督と脚本を担当した9分のドキュメンタリー映画『Land of the Quintuplets』にも出演した。
1998年にイヴォンヌとアネットとセシルはCBCテレビのドキュメンタリーシリーズ『ライフ・アンド・タイムズ』で放送され、マヤ・ガルスが監督と脚本を担当した1時間のドキュメンタリー「Full Circle：The Dionne Quintuplets」に出演した。

### 帰宅

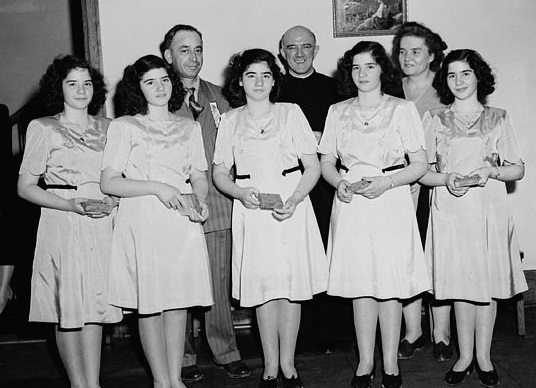
1947年。両親や司祭とともに

五つ子姉妹が成長していくにつれて人々の関心は薄れていき、第二次世界大戦に突入するころには新聞で取り上げられることも少なくなっていた。1943年11月、両親は彼女たちの親権を獲得する長い闘争でついに勝利を収めた。家族全員がクイントランドの徒歩圏内に新しく建てられた家に引っ越した。黄色いレンガ造りの、20室の大邸宅を建造するための費用は「五つ子基金」から支払われた。
姉妹は他の家族と一緒の生活を開始したが、幸福は得られなかった。彼女たちはエルジールが愛情を示してくれないと感じたし、オリヴァについては「暴君」とさえ見ていた。他の兄弟よりも多くの家事を押し付けられた。1995年には、この時点で存命していた3人の姉妹がその著書『The Dionne Quintuplets: Family Secrets』などで、彼女たちが10代の時期に自動車に乗車中に父親から性的虐待を受けた経験があり、母親にも話せなかったと新たに主張した。

### 成人後

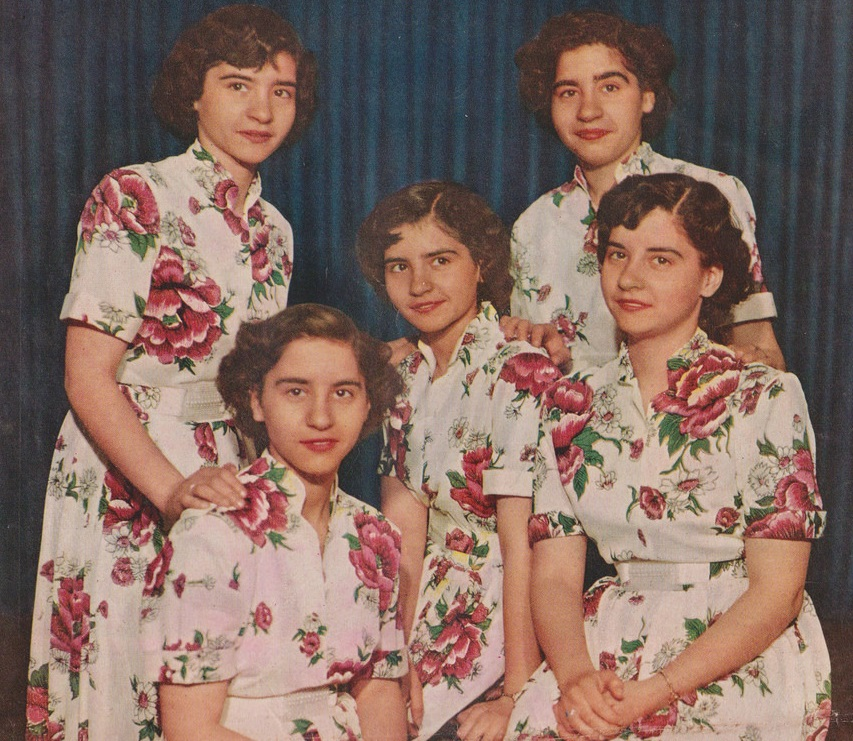
フランスのニュース雑誌『パリ・マッチ』に登場した五つ子（1952年）。左から順にイヴォンヌ、マリー、アネット、エミリー、セシル

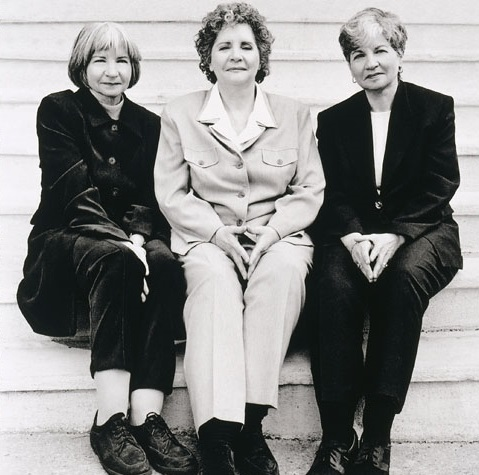
1999年。イヴォンヌ、セシル、アネット

1952年に18歳になった五つ子姉妹は家を出て、その後は他の家族との交流がほぼ途絶えた。姉妹のおかげで莫大な収入を得られたにもかかわらず、彼女たちが21歳になり、資金を受け取る資格を得た時に信託基金に残されていた額は80万ドルに減っていた。この時にそれ以外の金がカナダ政府、アラン・ロイ・ダフォー、オリヴァ・ディオンヌによって使い回されたことを知る。80万ドルは4人の間で分け合った。
3人が結婚している。マリーは2人の娘、アネットは3人の息子、セシルは乳児期に死亡した子と双子を含む5人の子をそれぞれもうけた。マリーは死の4年前に夫と別居するようになり、アネットとセシルは離婚している。
五つ子姉妹のうち2人が中年期を迎える前に亡くなった。修道院の聖職志願者となったエミリーは1954年にてんかんの発作が原因で亡くなった。彼女は発作持ちのために、付き添い人の居ない状態にしないようにナン（修道女）に頼んでいた。ところが、見ることになっていた女性は眠っていると思い、ミサに向かった。彼女はその間に、枕から顔を上げようとして誤って窒息死してしまった。マリーはアルコール依存症とうつ病に数年間苦しんだ末、1970年に血栓症で亡くなった。彼女は夫と別居中でアパートに一人で住んでおり、3人の姉は何日も連絡が無かったので心配していた。医者が彼女の家に行き、死後数日が経過していることを確認した。
1965年にジェームズ・ブラフは4人の姉妹と協力して五つ子姉妹のこれまでの秘話を綴る『We Were Five』を著した。ピエール・ベルトンが1977年に著した『The Dionne Years: A Thirties Melodrama』を元に、1978年11月19日にカナダでテレビ映画『The Dionne Quintuplets』が放映された。また、ジョン・ナイミーとスチュアート・フォックスマンが1986年に著した『Time of Their Lives: The Dionne Tragedy』を元に、1994年にアメリカとカナダ合作のテレビ・ミニシリーズ『ミリオンダラー・ベイビーズ』が放映された。この映画ではボー・ブリッジスがダフォーを、ロイ・デュプイが父オリヴァを、セリーヌ・ボニエが母エルジールをそれぞれ演じている。
基金から提供される資金も消失した後、60代に達したイヴォンヌとアネットとセシルは合わせて月746ドルの所得で、モントリオール郊外に一緒に暮らすようになった。3人の姉妹は搾取された分の報酬の支払いを要求したが、1998年にオンタリオ州政府と400万ドルで和解した。
1997年に3人の姉妹（イヴォンヌ、アネット、セシル）はマッコイ家の七つ子の過剰な宣伝を容認する親に向けて警告を発する公開状を書いた。
| 「 | 彼らの運命は他の子供たちのそれと全く異ならないはずです。多胎児の出生をエンターテインメントと一緒にしてはならないし、商売道具にしてはならないのです。私たちの人生は出生した地、オンタリオ州の政府による搾取で台無しにされてしまいました。私たちは数百万人の観光客の好奇心のために一日3回、見物者の前に晒されました。今日に至るまで、私たちの元には世界中から手紙が送られてきます。私たちが受けてきた虐待を踏まえて彼らのサポートを表明してくれている全ての人々に、お礼を言います。そして、増大する子供たちの名声を利用しようとする人々に、気を付けるように言います。私たちの子供時代の経験によって、その後の人生がどのように永久に変わってしまったかを調べてそこから教訓を得ることを心から願っています。この手紙によって新生児たちの事の成り行きが変更されれば、私たちの人生の価値も高められることになるでしょう。 | 」 |

イヴォンヌは2001年にがんで亡くなった。
セシルの息子の1人が2012年に母の和解金の取り分を奪って姿を消した。セシルは無能力者と宣告され、モントリオールの粗末なケアハウスに暮らすことになった。近くのアパートで質素に暮らすアネットも彼女の世話をする余裕はない。
2018年3月にディオンヌ家の五つ子の誕生が「カナダの歴史上重要な意味を持つ出来事」の一つに認定された。アネットとセシルはカナダ政府の公認になったことを「嬉しく思います」とコメントした。
アネットとセシルは2021年5月28日に87歳の誕生日を迎えている。セシルは2025年7月28日、モントリオールで91歳で死去した。

### ディオンヌ家の五つ子博物館
オンタリオ州ノースベイ市は1985年にディオンヌ家のオリジナルのファームハウスを購入し、建物を丸ごと同市に移動させて「ディオンヌ家の五つ子博物館」をオープンさせたが、年々訪問客は減少し、2015年に一旦閉鎖された。
2017年初めには、ノースベイ市が建物を売却し、同市から約70㎞南に位置するサンドリッジ村の見本市広場に移転する計画が浮上した。アネットとセシルは2月にノースベイ市議会に手紙を出し、地域に対する世界的な関心をもたらしたこのカナダの歴史の一部を、次の世代のために守っていくだけの価値があると訴えた。この移転に反対する草の根グループの1年間にわたる活動が実を結び、同年11月19日にノースベイ市内のウォーターフロント地区に移転することが決まった。
2人のスポークスパーソンを務めるカルロ・タリーニは2018年7月か8月に博物館が再開されるだろうと述べている。

## 大衆文化において

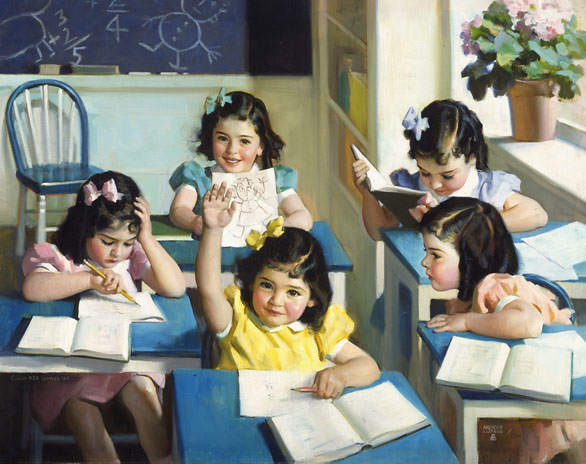
1938年にアンドリュー・ルーミスが描いた『Dionne Quintuplets – School Days』

以下のような映画作品の中で五つ子の話題が取り上げられている。
- 『オペラは踊る』（1935年）
- 『フォールス・アラームズ（英語版）』（1936年）
- 『襤褸と宝石』（1936年）
- 『オー、ミスター・ポーター!（英語版）』（1937年）
- 『ザ・ウィメン』（1939年）
- 『オイリー・トゥー・ベッド、オイリー・トゥー・ライズ（英語版）』（1939年）
- 『ダンボ』（1941年）
- 『モーガンズ・クリークの奇跡（英語版）』（1944年）

マルクス兄弟が主演する『オペラは踊る』では、契約書にサインする時にドリフトウッドから複写の意味を知っているのかと聞かれたフィオレロが「もちろん、カナダの五つ子のことだ（Sure, those five kids up in Canada.）」と返答する場面がある。また、『ダンボ』の挿入歌の一つ「こうのとりにご用心」には、「五つ子と靴の女性を覚えておくんだ（Remember those quintuplets and the woman in the shoe.）」という歌詞が含まれる。
スティーヴン・ソンドハイムが作詞作曲をしたミュージカル『フォリーズ』（1971年）の曲「アイム・スティル・ヒア」には、「私はアビーのアイリッシュ・ローズ、5人のディオンヌの赤ちゃん、メジャー・ボウズを通り抜けた（I got through Abie's Irish Rose, five Dionne babies, Major Bowes.）」という歌詞が含まれる。
比較的最近では、実在したディオンヌ姉妹から着想を得て、排卵誘発剤がまだ開発されていなかった世界恐慌期にケベック州で奇跡的に出生した五つ子姉妹の最後の生存者の殺人事件を題材とするルイーズ・ペニーの小説『How The Light Gets』（2013年）が刊行されている。また、Amazonビデオシリーズ『マーベラス・ミセス・メイゼル』（2017年）の第4話は「ディオンヌ家の5つ子の失望」と題されている。

## 著書
- James Brough, Annette Dionne, Cécile Dionne, Marie Dionne, Yvonne Dionne (1965) (英語). We Were Five: The Dionne Quintuplets' Story from Birth through Girlhood to Womanhood. Simon and Schuster. ASIN B0007DV0CM
- Jean-Yves Soucy, Annette Dionne, Cécile Dionne, Yvonne Dionne (1996) (英語). Family Secrets: The Dionne Quintuplets' Autobiography. Stoddart. ISBN 978-0773758032